# Zákupský hřbitov
Zákupský hřbitov je umístěn v městečku Zákupy za kostelem svatého Fabiána a Šebestiána v dnešní Mimoňské ulici, nedaleko centrálního náměstí Svobody.

## Základní data

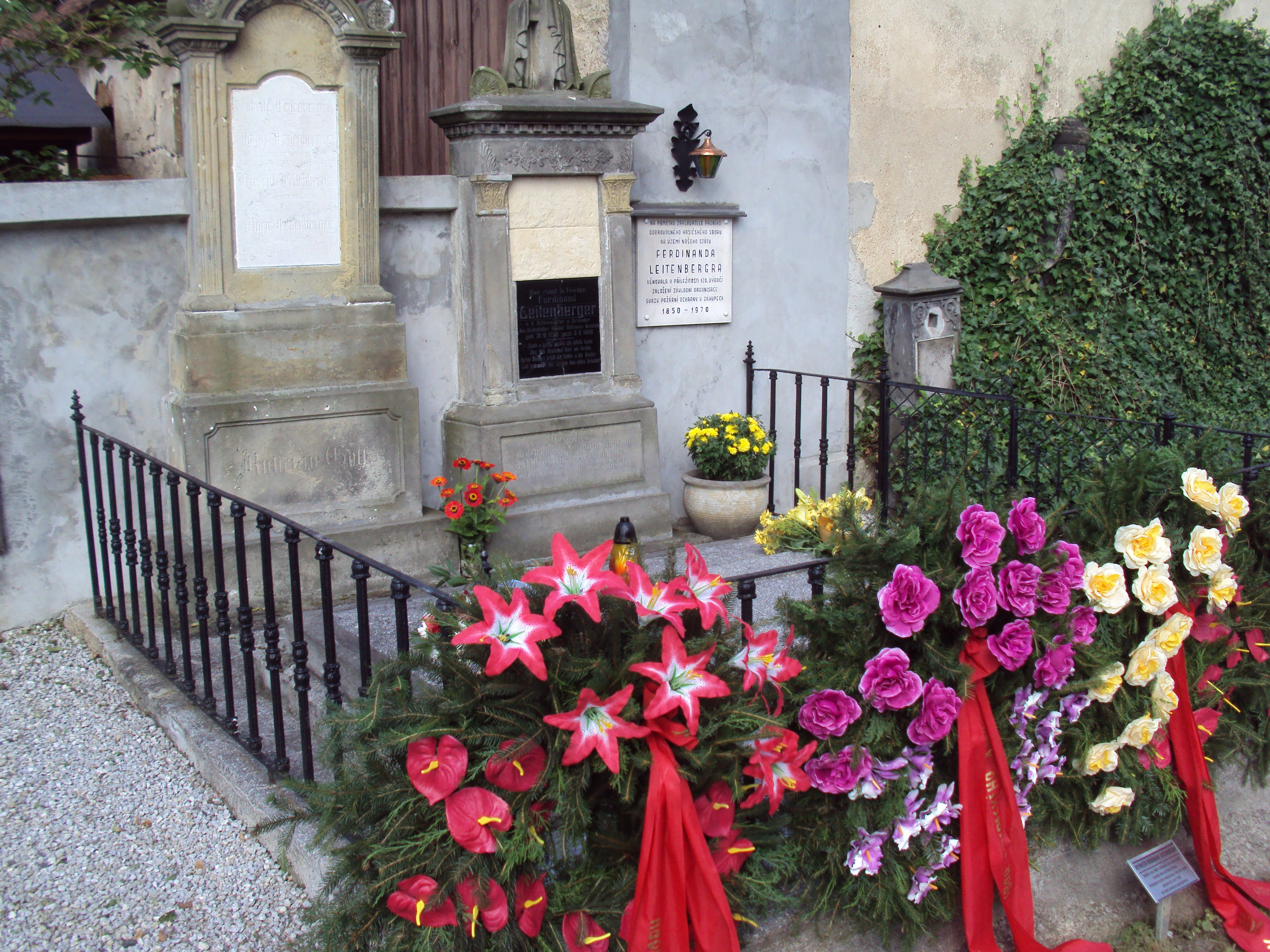
Hrob zakladatele požárního sboru Ferdinanda Leitenbergera při hasičských slavnostech

Vchod k areálu hřbitova je z Mimoňské ulice, vpravo od kostela. Je bez vstupní brány a trvale přístupný veřejnosti. Zeď je pouze po stranách kostela a zezadu, za ní jsou pastviny s výběhem koní. Jeho přední stranu tvoří kostel. Na postranních zdích je řada starých výklenků s latinskými a německými nápisy. Vlastní hřbitov, kde se stále pohřbívá je za objektem kostela. Na jeho přední straně jsou hroby významných osobností z historie Zákup, po pravé straně je hřbitovní kaple. V zadní, vzdálenější části je hrob sovětského vojáka a pěti obětí hladového pochodu smrti v březnu 1945, vesměs součást pomníku obětem II. světové války. Na hřbitově je ještě jeden pomník obětem I. světové války.

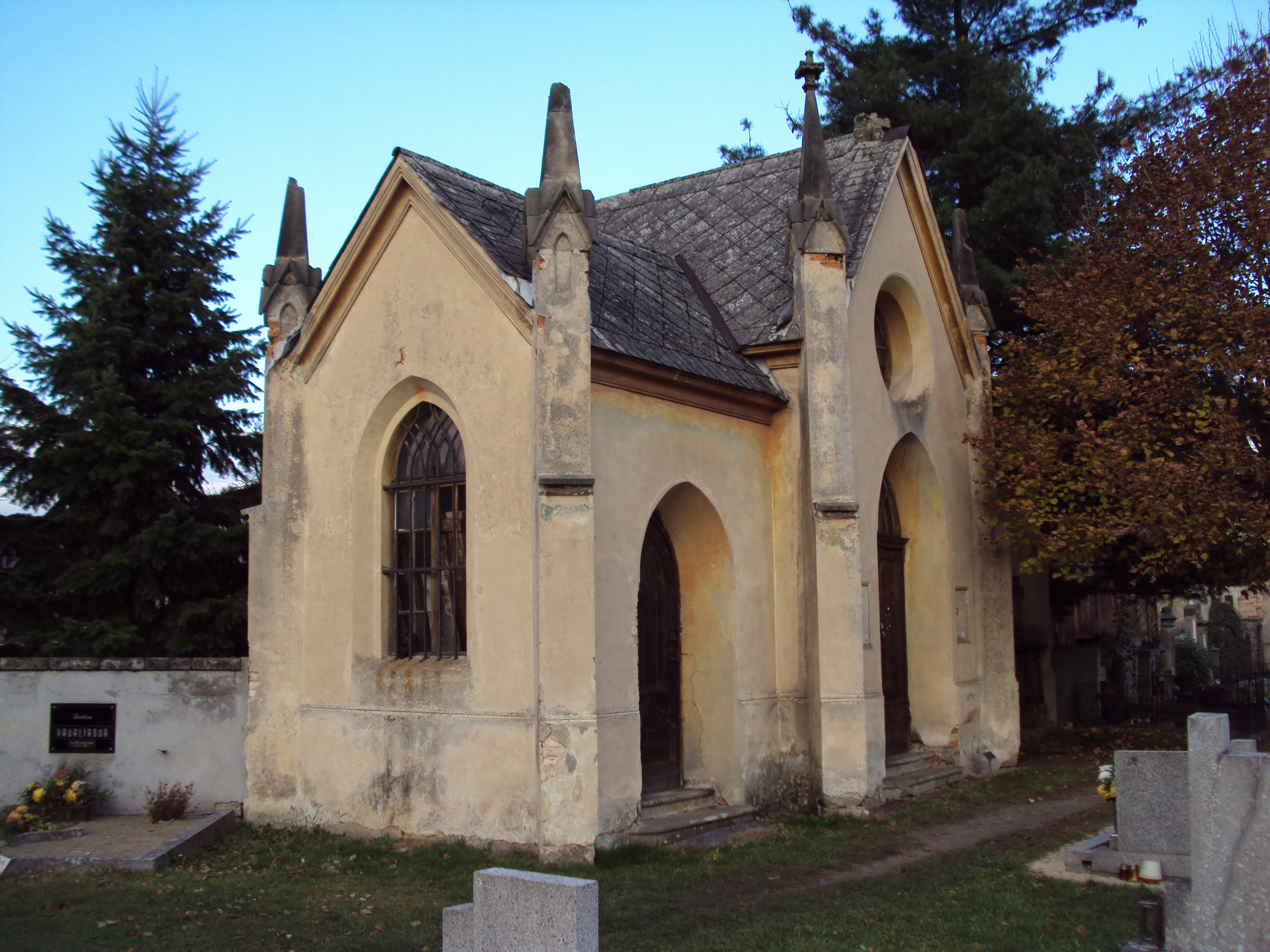
Kaple, dnes sklad na hřbitově

## Další hřbitovy
Není jediným hřbitovem na území dnešních Zákup. Další jsou či byly v připojených vesnicích Božíkov, Kamenice, Brenná, již zrušený byl morový hřbitov vybudovaný po epidemii roku 1680 u nedaleko tekoucí Svitavky, který dnes připomíná jen kaplička sv. Anny. Oba funkční zákupské hřbitovy jsou v péči města Zákupy, jeho technických služeb.
Řeholníci z zákupského kapucínského kláštera byli pohřbíváni v jeho kryptách, mnozí členové rodu Berků, vlastnících městečko, jsou pohřbeni v kryptě kostela sv.Fabiána a Šebestiána.

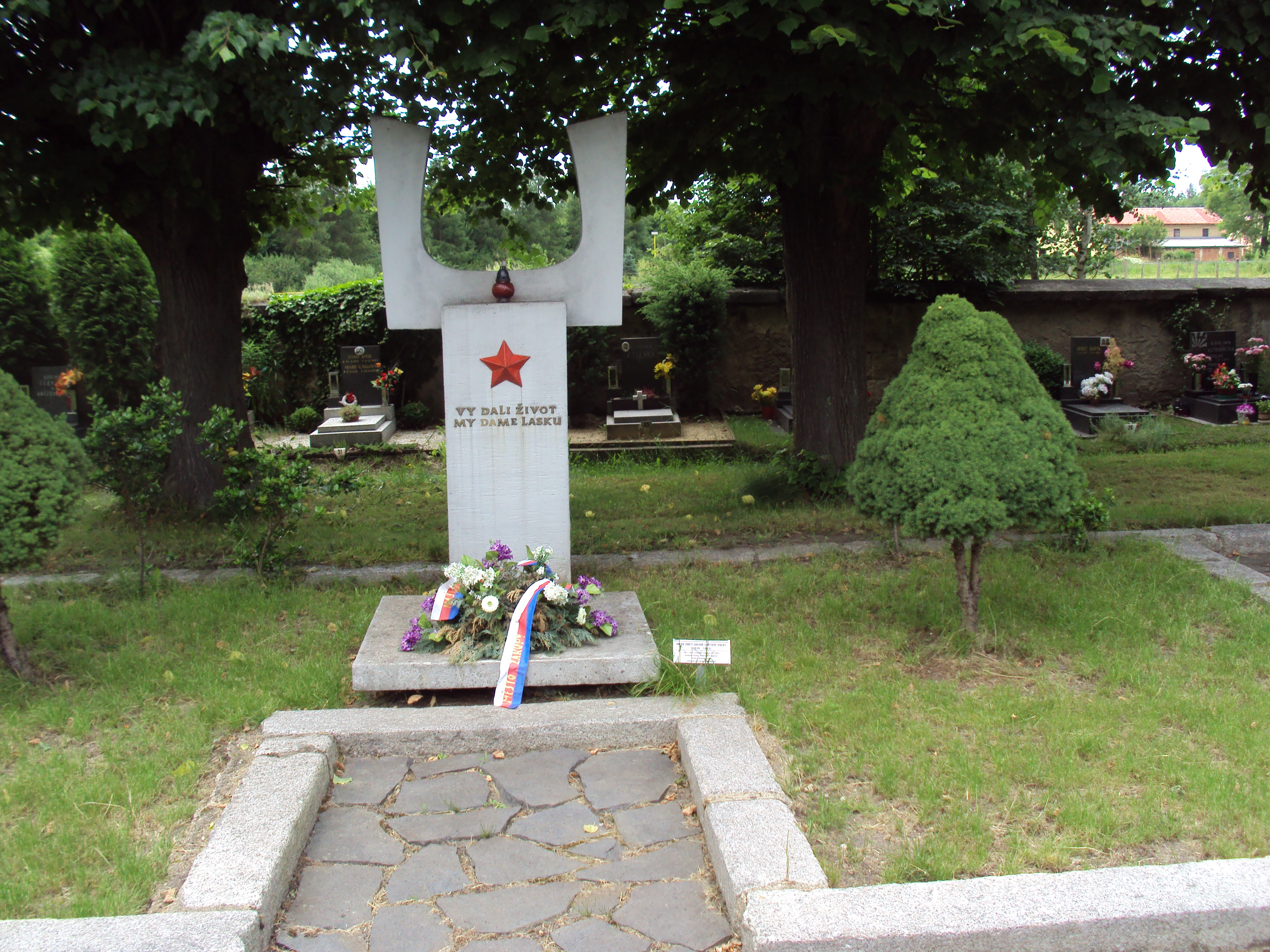
Památník obětem druhé světové války

## Pohřbené významné osobnosti
- Eduard Held, starosta města i jeho rodina
- Jan Chmelař, římskokatolický duchovní, perzekvovaný komunistickým režimem, terciář premonstrátského řádu
- Ferdinand Leitenberger, zakladatel hasičského spolku, prvního v Rakousko-Uhersku[2]
- František Zenker, ministr vlády Rakousko-Uherska